# Эдиакары (горы)
Эдиакарские горы (или Эдиакарские холмы, от англ. Ediacara Hills)— гряда невысоких холмов в северной части хребта Флиндерс в 650 км к северу от Аделаиды. С конца XIX века — территория интенсивной добычи меди и серебра. Известны геологическими отложениями позднего докембрия, где впервые обнаружены следы докембрийских многоклеточных организмов, названных впоследствии эдиакарской биотой. По названию гор назван эдиакарский (вендский) геологический период, последний период протерозойской эры.
Точная этимология названия «Эдиакара» неизвестно. Предположительно, название происходит от слова «Ediacara» или «Idiyakra» из языка одного из аборигенных племён в районе хребта Флиндерс, означающего «место рядом с водой». Согласно другой гипотезе, название является искажённым словосочетанием «Yata Takarra», означающим твёрдую или каменистую землю применительно к плоскому Эдиакарскому плато, сложенному из доломитов